# ワセカミオ湖
ワセカミオ湖 (Wasekamio Lake) はカナダのサスカチュワン州北部にある氷河湖の一つ。南へ流れて行き、チャーチル川となる湖の連なり（北からワセカミオ湖、ターナー湖、フロビッシャー湖、チャーチル湖）の一つである。ワセカミオ湖のすぐ北には、西へ流れてアサバスカ川へ合流するクリアウォーター川が流れている。 